# Andy Hurley
Andrew John Hurley (31 mei 1980) is een Amerikaanse musicus en is de drummer van de band Fall Out Boy. Voor FOB drumde hij in de band Project Rocket.
Hurley heeft antropologie en geschiedenis gestudeerd aan de University of Wisconsin in Milwaukee.
Hurley houdt van strips en is er samen met een vriend zelf een aan het maken, genaamd Post Collapse. De strip gaat over het einde van de mensheid.

## Materiaal
Hurley gebruikt vaak C&C drums, Sabian cymbalen en DW Hardware.
Drums:
- 24" Bass Drum x2
- 16" Floor Tom
- 13" Rack Tom
- 13" Snare Drum

Cymbalen:
- 14" AAX X-Celerator Hats
- 18" AAX Bright Crash
- 19" AAX X-Plosion Crash
- 21" HH Raw Bell Dry Ride

Sticks:
- Custom sticks, gemaakt door Vic Firth.